# Aristarco (cráter)

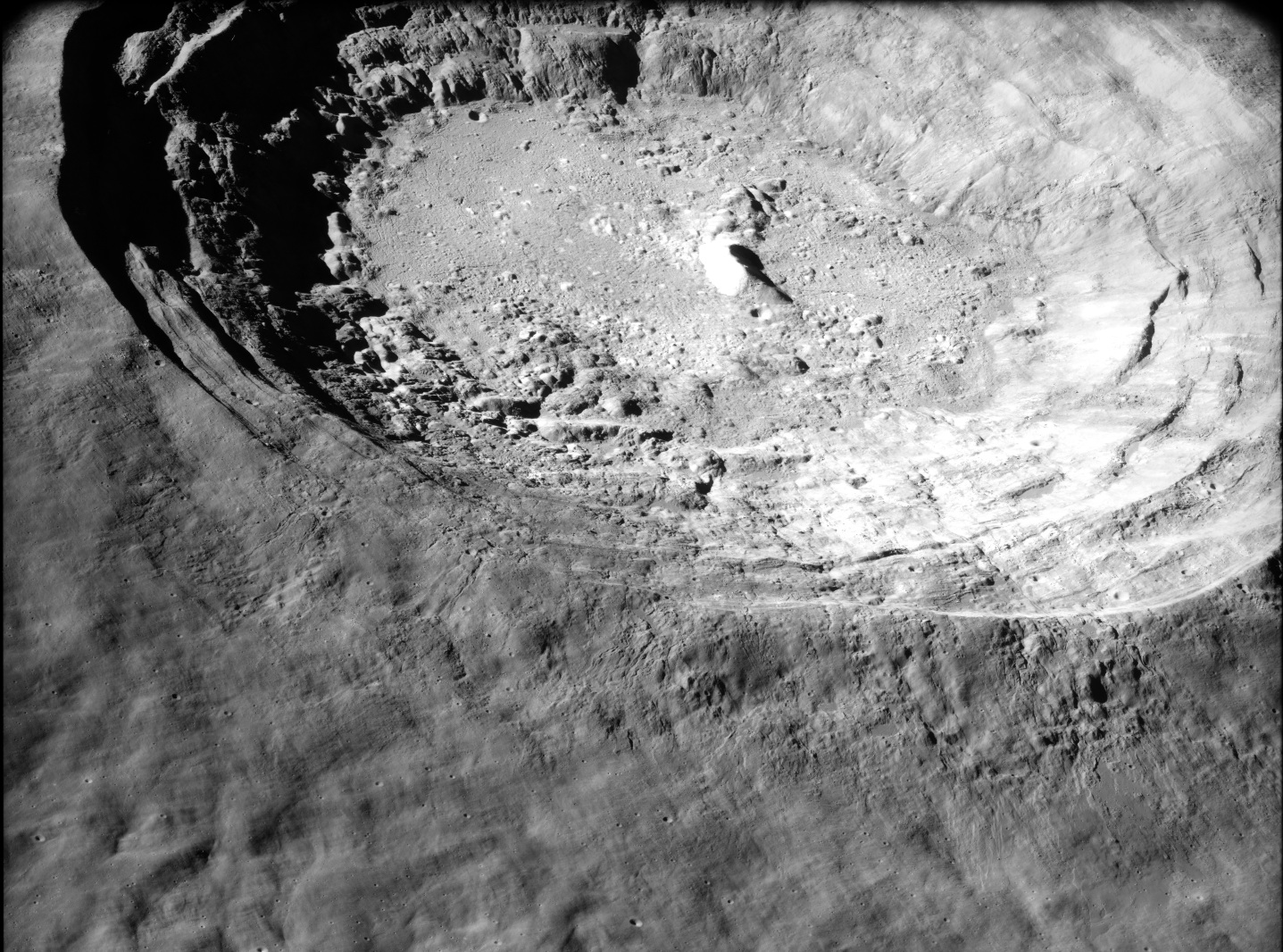
Fotografía de la misión Apolo 15

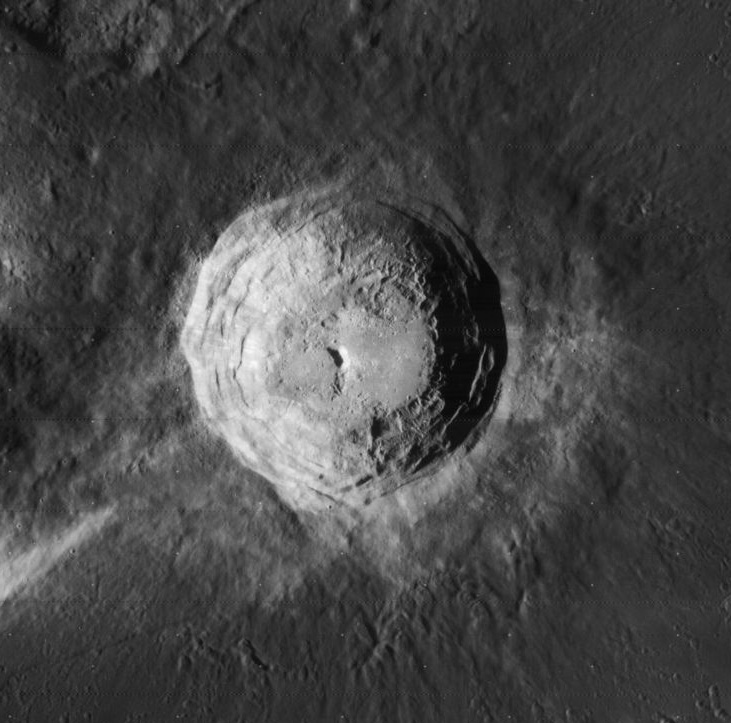
Fotografía de la misión Lunar Orbiter 4

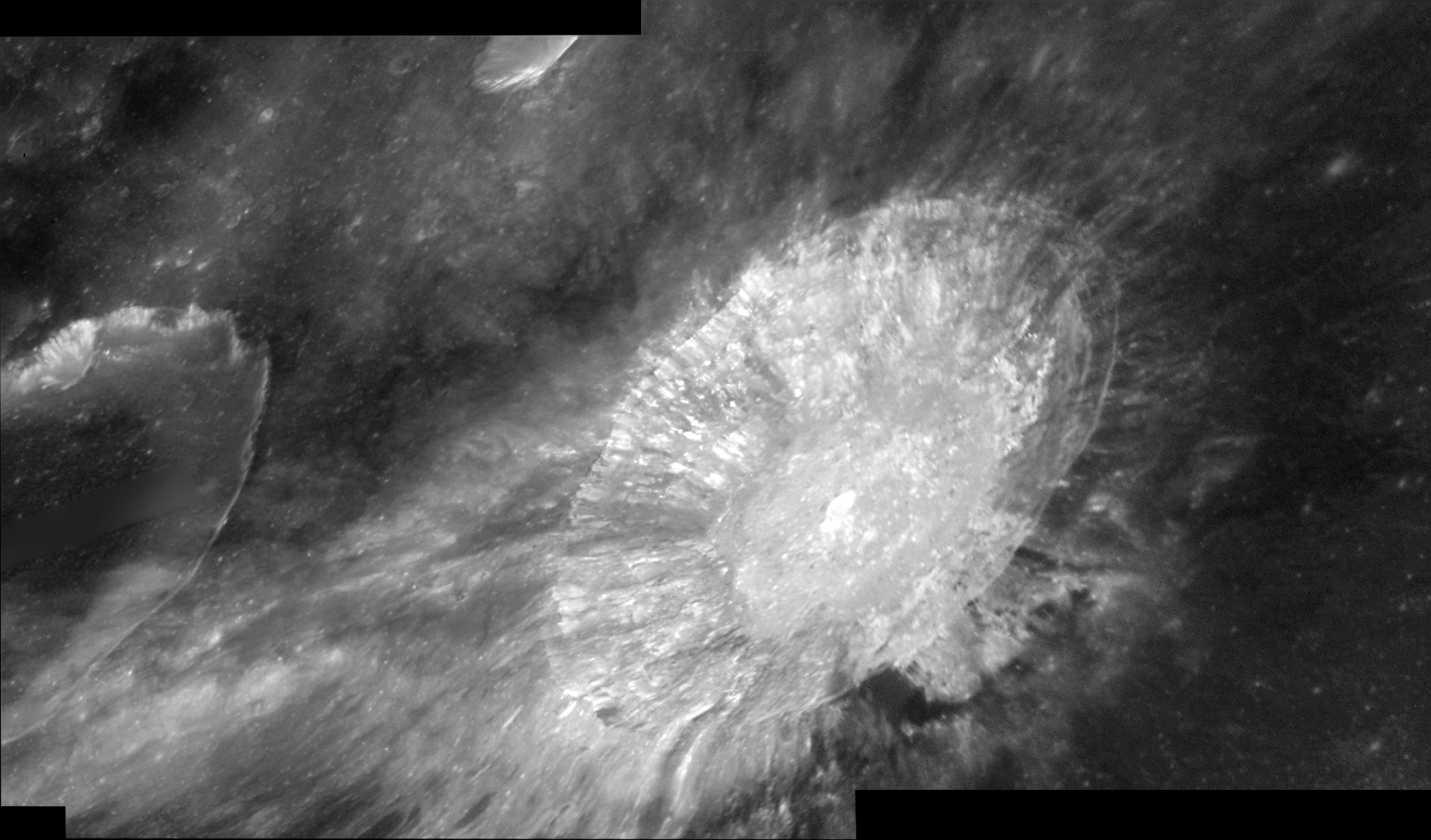
Vista de detalle de Aristarchus

Aristarco (nombre oficial Aristarchus) es un gran cráter de impacto que se encuentra en la zona noroeste del hemisferio sur de la cara visible de la Luna. Es considerado la más brillante de las grandes formaciones de la superficie lunar: su albedo es prácticamente el doble que el de la mayoría de los otros accidentes geográficos lunares. El cráter es suficientemente brillante como para poder ser observado a simple vista, y es imponente cuando se contempla a través de un gran telescopio. Es también fácil identificarlo cuando la mayoría de la superficie lunar es iluminada por reflexión de la luz en la Tierra.
El cráter se encuentra en el borde sudeste de la meseta de Aristarco, un área elevada que contiene varios elementos volcánicos, tales como rimas sinuosas. Esta área se destaca tanto por haberse detectado en ella un número importante de fenómenos lunares de carácter transitorio como también por las emisiones recientes de gas radón que fueron medidas por la nave Lunar Prospector.
Aristarco fue designado en honor al astrónomo griego Aristarco de Samos por el geógrafo italiano Giovanni Riccioli. Riccioli en su obra Almagestum Novum, publicada en 1651, designó a las manchas características de la Luna (posteriormente llamadas cráteres) con epónimos de destacados astrónomos y filósofos. Si bien el nombre había sido ampliamente adoptado, se convirtió en un estándar oficial internacional cuando la Asamblea General de la UAI lo aprobó en 1935.

## Selenografía

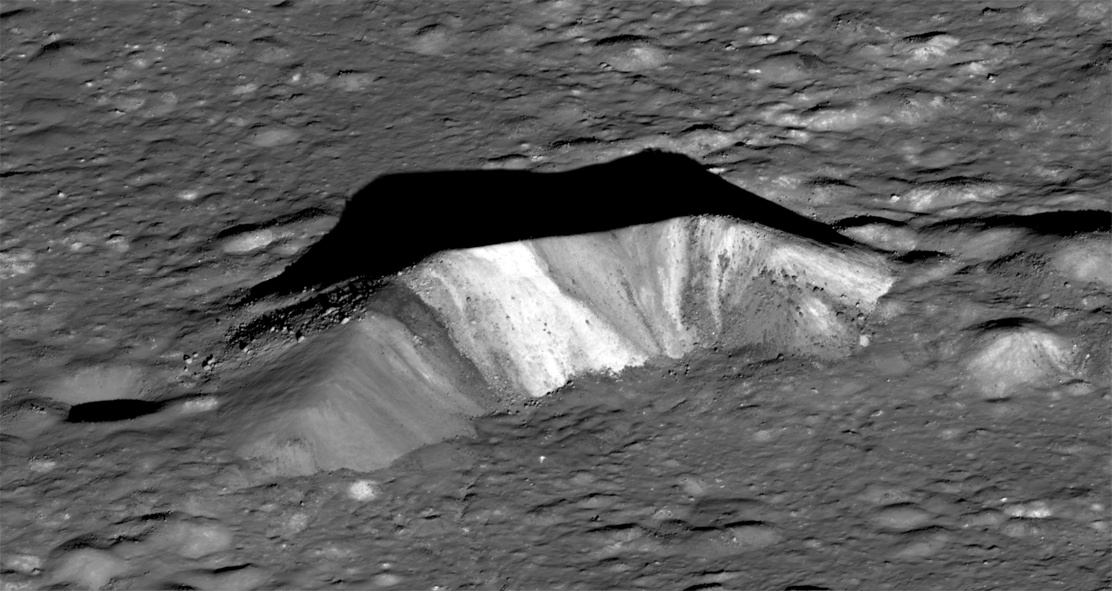
Pico central de Aristarchus

Aristarco se encuentra sobre una elevación rocosa, denominada Meseta de Aristarco, en medio del Oceanus Procellarum, un gran mar lunar. Esta es un bloque de corteza inclinada, de unos 200 km de longitud, que en su zona sudeste se eleva hasta una altitud máxima de 2 km sobre el mar. Aristarco se encuentra al este del cráter Heródoto y del Vallis Schröteri, y al sur de una serie de rimas sinuosas estrechas denominadas Rimae Aristarco.
El brillo del cráter se debe a que es una formación joven de unos 450 millones de años de antigüedad, y por lo tanto el viento solar no ha logrado todavía oscurecer el material expuesto mediante el proceso de erosión espacial. El impacto que dio origen al cráter ocurrió después de la creación del cráter Copérnico y su sistema de marcas radiales, pero antes de la aparición de Tycho.
El punto más brillante de este cráter es el pronunciado pico central. Importantes porciones del suelo interior parecen ser llanas, sin embargo las fotografías tomadas por el Lunar Orbiter indican que la superficie está cubierta por numerosas colinas pequeñas, marcas veteadas con forma de gubia, y algunas fracturas menores. El cráter posee una pared exterior aterrazada, de forma aproximadamente poligonal, y recubierta con una capa blanca de material eyectado. Este material se abre en un sistema de brillantes marcas radiales hacia el sur y el sudeste, sugiriendo que Aristarco fue muy probablemente formado por un impacto oblicuo desde el noreste, y su composición incluye material tanto de la meseta de Aristarco como del mar lunar.

## Teledetección
En 1911, el profesor Robert W. Wood utilizó fotografía ultravioleta para tomar imágenes del cráter. Wood descubrió que la meseta presentaba un aspecto anómalo en el rango del ultravioleta, y una sección en el extremo norte parecía presentar evidencia indicando la presencia de depósitos de azufre. Esta área coloreada a veces es denominada "la mancha de Wood", que es un nombre alternativo a la meseta de Aristarco.

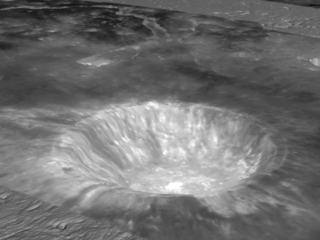
Imagen tomada por la misión Clementine de Aristarco y sus alrededores, con relieve simulado a partir de la topografía de la superficie. Fotografía NASA.

Varios espectros tomados de este cráter durante la misión Clementine fueron utilizados para realizar un mapa de distribución mineral. La información recogida mostró que el pico central está formado por una roca llamada anortosita, que es un tipo de roca ígnea formada durante un enfriamiento lento compuesta del feldespato plagioclasa. En cambio la pared externa es de troctolita, una roca compuesta por partes iguales de plagioclasa y olivino.
La zona Aristarco fue estudiada en el 2005 por el Telescopio Espacial Hubble, mientras investigaba la presencia de suelos vidriosos ricos en  oxígeno, tales como se presentan en el mineral ilmenita. Las mediciones de fondo se realizaron en los sitios en que habían aterrizado el Apolo 15 y el Apolo 17, en los cuales era conocida la química, y estas medidas se compararon con las realizadas en Aristarco. La Cámara de Reconocimiento avanzada del Hubble fue utilizada para fotografiar el cráter con luz natural y en el rango ultravioleta. Se determinó que el cráter tenía abundancia de ilmenita, un mineral de óxido de titanio que podría potencialmente ser utilizado en un proyecto futuro de colonización de la Luna, para extraer oxígeno de él.

## Fenómenos lunares transitorios
En la zona de la meseta de Aristarco se ha observado la ocurrencia de numerosos fenómenos lunares transitorios. Tales eventos incluyen coloraciones y oscurecimientos temporales de la superficie, y el registro de estos eventos muestra que más de un tercio de los fenómenos registrados provienen de esta zona. En 1971 cuando el Apolo 15 pasó a 110 kilómetros por encima de la meseta de Aristarco, detectó un aumento significativo del contaje de partículas alfa. Se cree que estas partículas provienen del decaimiento del radón-222, un gas radioactivo que posee una vida media de solo 3.8 días. Posteriormente la misión Lunar Prospector confirmó las emisiones de Radón-222 provenientes de este cráter. Estas observaciones podrían provenir o bien de la difusión lenta e imperceptible visualmente de gas hacia la superficie o de pequeñas explosiones discretas.

## Denominación
Aristarchus recibe su nombre del astrónomo griego Aristarco de Samos. Al igual que muchos de los cráteres de la cara visible de la Luna, su nombre fue elegido por Giovanni Riccioli, cuyo sistema de nomenclatura de 1651 se estandarizó en 1935. Los primeros cartógrafos lunares le habían dado a este elemento diferentes nombres. En el mapa de 1645 de Michael van Langren se denominaba "Balthasaris Hispa. Pri" en honor de Baltasar Carlos de Austria, entonces el heredero natural del reino de España. Johannes Hevelius lo llamó "Mons Porphyrites" en referencia a las montañas cercanas a Olbia, en Egipto. Una región particular de albedo ultravioleta muy bajo se llama mancha de Wood como reconocimiento a su descubridor, Robert Williams Wood.

## Cráteres satélite

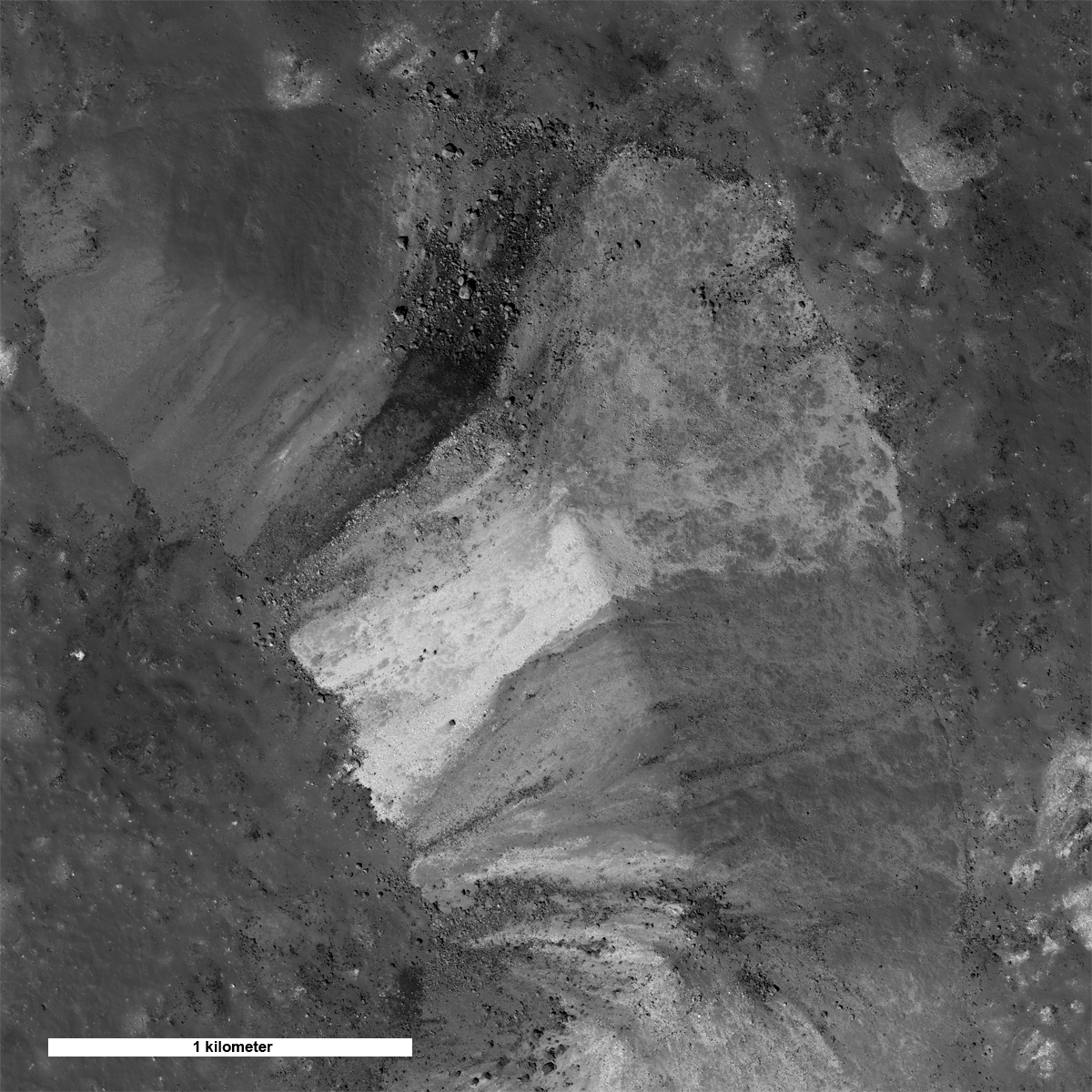
Fotografía de la misión LRO

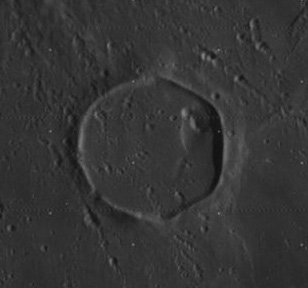
Aristarchus F (imagen de la misión Lunar Orbiter 4)

Alrededor de Aristarchus aparecen varios cráteres más pequeños, muchos de los cuales son probablemente cráteres secundarios, formados cuando los bloques grandes expulsados del cráter principal impactan de nuevo en la superficie a altas velocidades. Por convención estos elementos son identificados en los mapas lunares poniendo la letra en el lado del punto medio del cráter que está más cercano al cráter principal.
|             | \| Aristarchus \| Coordenadas \| Diámetro \| \| ----------- \| ----------------------------- \| -------- \| \| B \| 26°18′N 46°48′O / 26.3, -46.8 \| 7 km \| \| D \| 23°42′N 42°54′O / 23.7, -42.9 \| 5 km \| \| F \| 21°42′N 46°30′O / 21.7, -46.5 \| 18 km \| \| H \| 22°36′N 45°42′O / 22.6, -45.7 \| 4 km \| \| N \| 22°48′N 42°54′O / 22.8, -42.9 \| 3 km \| \| S \| 19°18′N 46°12′O / 19.3, -46.2 \| 4 km \| \| T \| 19°36′N 46°24′O / 19.6, -46.4 \| 4 km \| \| U \| 19°42′N 48°36′O / 19.7, -48.6 \| 4 km \| \| Z \| 25°30′N 48°24′O / 25.5, -48.4 \| 8 km \| |          |
| Aristarchus | Coordenadas | Diámetro |
| B           | 26°18′N 46°48′O / 26.3, -46.8 | 7 km     |
| D           | 23°42′N 42°54′O / 23.7, -42.9 | 5 km     |
| F           | 21°42′N 46°30′O / 21.7, -46.5 | 18 km    |
| H           | 22°36′N 45°42′O / 22.6, -45.7 | 4 km     |
| N           | 22°48′N 42°54′O / 22.8, -42.9 | 3 km     |
| S           | 19°18′N 46°12′O / 19.3, -46.2 | 4 km     |
| T           | 19°36′N 46°24′O / 19.6, -46.4 | 4 km     |
| U           | 19°42′N 48°36′O / 19.7, -48.6 | 4 km     |
| Z           | 25°30′N 48°24′O / 25.5, -48.4 | 8 km     |

Los siguientes cráteres han sido renombrados por UAI.
- Aristarchus A - véase Väisälä.
- Aristarchus C - véase Toscanelli.

## Referencias

Fotografía de la misión LRO

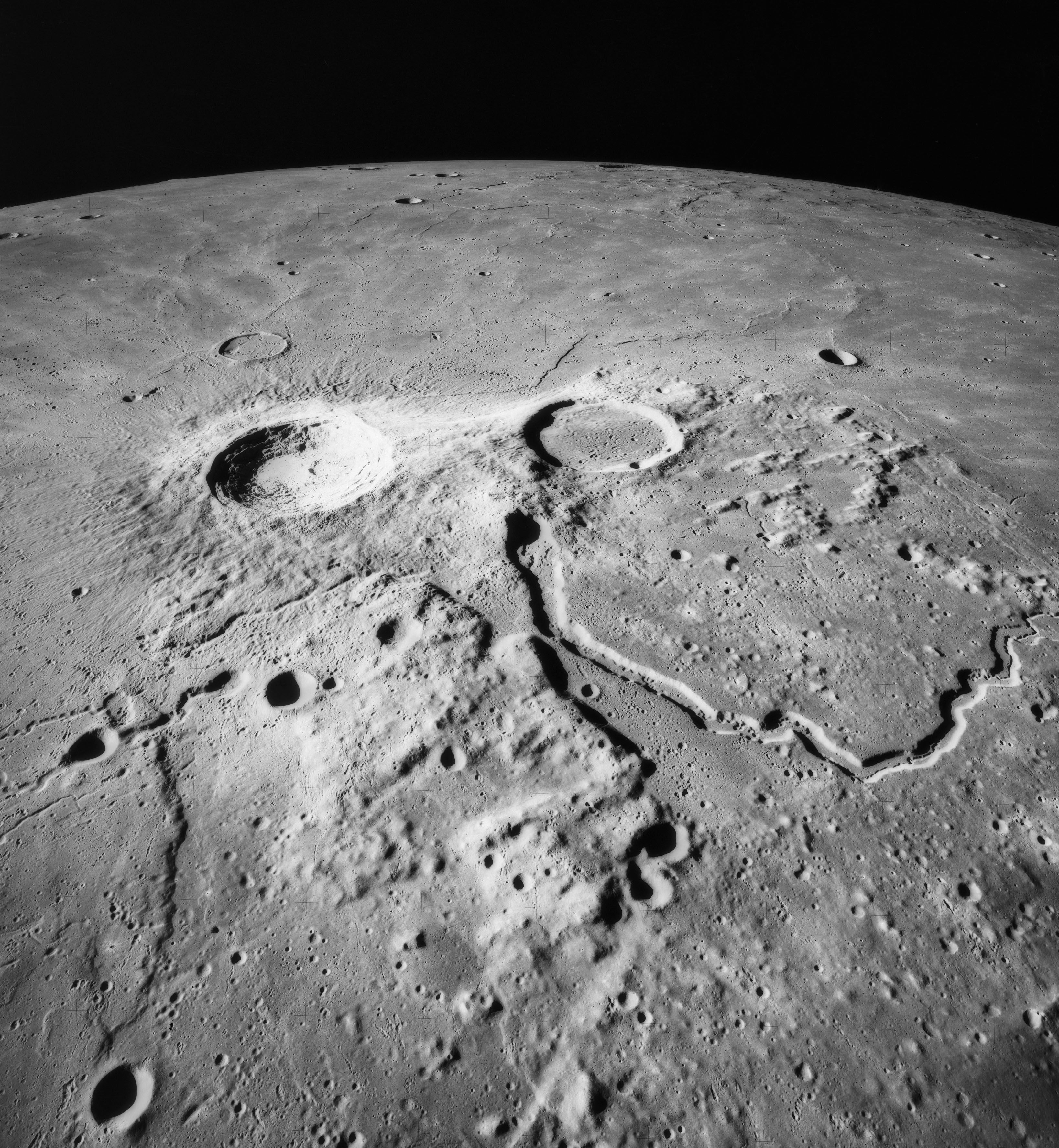
Fotografía de la misión Apolo 15